# Spécial Magnum
Pour plus de détails, voir Fiche technique et Distribution.
Spécial Magnum (Una Magnum Special per Tony Saitta) est un poliziottesco panaméo-franco-québéco-italien réalisé par Alberto De Martino et sorti en 1976.

## Synopsis
Le capitaine Tony Saitta de la police d'Ottawa enquête sur la mort de sa sœur, une étudiante qui a été empoisonnée pour des raisons inconnues. Il découvre que la jeune fille avait une liaison avec l'un de ses professeurs : le Pr Tracer. L'homme est marié et a donc un mobile valable pour le meurtre. Cependant, après que Tracer ait été incarcéré, les crimes continuent...

## Fiche technique
Sauf indication contraire, les informations mentionnées dans cette section peuvent être confirmées par la base de données cinématographiques IMDb,  présente dans la section « Liens externes ».
- Titre français et québécois : Spécial Magnum[1]
- Titre original : Una Magnum Special per Tony Saitta[2]
- Titre espagnol : Escándalo en la residencia
- Titre anglais : Strange Shadows in an Empty Room (Amérique du Nord) ou Blazing Magnum (Royaume-Uni)
- Réalisation : Alberto De Martino (sous le nom de « Martin Hebert »)
- Scénario : Vincenzo Mannino (it) (sous le nom de « Vincent Mann »), Gianfranco Clerici (sous le nom de « Frank Clark »)
- Photographie : Joe D'Amato (sous le nom de « Anthony Ford »)
- Montage : Vincenzo Tomassi (it) (sous le nom de « Vincent Thomas »)
- Cascades : Rémy Julienne
- Musique : Armando Trovajoli
- Costumes : Louise Jobin
- Décors : Michel Proulx
- Production : Edmondo Amati (it)
- Sociétés de production : Fida Cinematografica, Security Investment Trust Company, Les Productions mutuelles[1]
- Pays de production :  Canada -  Italie -  Panama -  France[2]
- Langue de tournage : italien
- Format : couleur - 2,35:1 - Son mono - 35 mm
- Durée : 95 minutes (1h35)[2]
- Genre : poliziottesco
- Dates de sortie :
  - Italie : 9 mars 1976
  - France : 9 juin 1976[1]
  - Canada : 19 novembre 1976
- Classification :
  - Italie : Interdit aux moins de 14 ans[2]

## Distribution
- Stuart Whitman (VF : Edmond Bernard) : Tony Saitta
- Gayle Hunnicutt (VF : Michelle Bardollet) : Margie Cohn
- John Saxon (VF : Daniel Gall) : Ned Matthews
- Martin Landau (VF : Jacques Degor) : George Tracer
- Tisa Farrow (VF : Sylvie Feit) : Julie Foster
- Carole Laure (VF : Elle-même) : Louise Saitta
- Jean LeClerc : Fred
- Anthony Forrest (VF : Marc François) : Robert Tracer
- Jean Marchand (VF : Yves-Marie Maurin) : Terence
- Jérôme Tiberghien (VF : Jean-Louis Maury) : Ted Sullivan
- Aubert Pallascio (VF : Michel Barbey) : Petterson dit "le suédois"
- Andrée Saint-Laurent : Rose Tracer
- Peter MacNeill (VF : Claude D'Yd) : Alexander

## Production
Les extérieurs ont été tournés sur place du 25 août 1975 au 27 octobre 1975 à Ottawa et à Montréal, notamment à l'université McGill. Le travail en studio a eu lieu au Studio Cinévision à Montréal. Le réalisateur De Martino a affirmé que Stuart Whitman a accepté le rôle parce que ça lui donnait surtout l'occasion de sortir d'Hollywood.
Roberto Curti évoque un film à énigme, avec des détails qui rappellent par moments le savoir-faire d'un Dario Argento. Il note que le film n'a que peu de rapports avec les canons du genre poliziottesco.